# Фароян, Зураб Валерьевич
Зураб Валерьевич Фароян (род. 15 апреля 1984, Тбилиси) — профессиональный российский кикбоксер, боксёр и тренер, один из титулованных кикбоксеров России. 3-х кратный чемпион мира, 6-кратный чемпион Европы, 10-кратный чемпион России, обладатель Кубка Мира. Заслуженный мастер спорта России.

## Биография
Зураб родился 15 апреля 1984 года в столице Грузии, Тбилиси, в семье езидов.
В возрасте восьми лет в связи с обстоятельствами, Фароян был  вынужден перебраться с семьей в российский город Нижний Тагил, где началась его спортивная карьера.

### Спортивная деятельность
После переезда в Нижний Тагил, заинтересовался спортом и начал активно заниматься в спортивном, выбрав классический бокс. Его первым тренером стал Николай Иванович Коробкин. Через несколько лет тренировки взял на себя Илья Юрьевич Яговитин, который познакомил Фарояна с кикбоксингом, а после нескольких лет упорных тренировок, Зураб начал показывать свои спортивные результаты. 

### Успехи в любительском спорте
Первые значительные достижения пришли к Зурабу в середине 1990-х годов. В 1996 году завоевал бронзу на первенстве России в Москве, а спустя год стал серебряным призёром. В 1998 году Фароян завоевал золото на первенстве России в Саратове. В этом же 1998 году занял первое место на Всемирных юношеских играх по кикбоксингу. 

### Пик карьеры
С 2000 по 2005 год Зураб представлял Ставропольский край и регулярно выигрывал чемпионаты мира, Европы и России. С 2001 по 2012 годы оставался одним из сильнейших спортсменов страны, неоднократно становясь чемпионом России. В 2002 и 2003 годах Фароян завоевал титулы чемпиона России среди юниоров. В 2004 году успешно выступил на чемпионате Европы. 

### Переезд в Екатеринбург
В 2005 году Зураб переехал в Екатеринбург, где последующие десять лет выступал за Свердловскую область города. За своё время пребывания в Екатеринбурге, Фароян продолжал тренировки в районе Уралмаша и одновременно занимал пост капитана сборной России по кикбоксингу . С 2005 по 2015 годы входил в состав Центрального спортивного клуба Армии (ЦСКА). 

### Завершение любительской карьеры
В 2012 году, после шестого чемпионата Европы, Фароян принял решение завершить любительскую карьеру, но профессиональная карьера продолжалась вплоть до 2017 года. 

### Образование и тренерская деятельность
Параллельно со спортивной карьерой Фароян получил высшее образование в Уральском федеральном университете, окончив экономический факультет по специальности «Финансы и кредит». Является ветераном спорта Центрального спортивного клуба Армии (ЦСКА) и активно занимается тренерской деятельностью, тренирует детей. Также под  руководством Зураба Фарояна выполняет свои функции Региональная Общественная Организация — спортивный клуб бокса и Кикбоксинга «ЧЕМПИОН» в  Ставропольском Крае.

### Личная жизнь
В семье Фарояна растёт двое сыновей:
- Михаил (14 января 2019)
- Александр (13 июня 2023)

## Спортивные достижения

### Звания и награды
- Заслуженный мастер спорта России
- Мастер боевых искусств России (РСБИ; награждён С. В. Кириенко 25 декабря 2007)
- Награждён медалью ЦСКА (Приказом статс-секретаря — заместителя Министра обороны Российской Федерации от 16 декабря 2022)

### Чемпионат Мира
- Чемпионат Мира по кикбоксингу (Морокко, Агадир, 2005)
- Чемпионат Мира по кикбоксингу (Венгрия, Сегед, 2005)
- Чемпионат Мира по кикбоксингу (Югославия, Белград, 2007)
- Чемпионат Мира по кикбоксингу (Португалия, Коимбра, 2007)
- Чемпионат Мира по кикбоксингу (Италия, Линьяно-Саббьядоро, 2009)
- Кубок Мира (Италия, Римини, 2011)

### Чемпионат Европы
- Чемпионат Европы по кикбоксингу (Черногория, Будва, 2004)
- Чемпионат Европы по кикбоксингу (Македония, Скопье, 2006)
- Чемпионат Европы по кикбоксингу (Португалия, Лиссабон, 2006)
- Чемпионат Европы по кикбоксингу (Португалия, Порту, 2008)
- Чемпионат Европы по кикбоксингу (Греция, Лутракион, 2010)
- Чемпионат Европы по кикбоксингу (Турция, Анкара, 2012)

### Чемпионаты России
- Чемпионат России по кикбоксингу (Тула, Россия, 2004)
- Чемпионат России по кикбоксингу (Белгород, Россия, 2005)
- Чемпионат России по кикбоксингу (Невинномысск, Россия, 2005)
- Чемпионат России по кикбоксингу (Самара, Россия, 2006)
- Чемпионат России по кикбоксингу (Самара, Россия, 2007)
- Чемпионат России по кикбоксингу (Пенза, Россия, 2007)
- Чемпионат России по кикбоксингу (Белгород, Россия, 2008)
- Чемпионат России по кикбоксингу (Нальчик, Россия, 2009)
- Чемпионат России по кикбоксингу (Белгород, Россия, 2010)
- Чемпионат России по кикбоксингу (Красноярск, Россия, 2010)
- Чемпионат России по кикбоксингу (Омск, Россия, 2011)

### Чемпионаты Кубка России по кикбоксингу
- Чемпионат Кубка России по кикбоксингу (Махачкала, Россия, 2005)
- Чемпионат Кубка России по кикбоксингу (Магнитогорск, Россия, 2013)
- Чемпионат Кубка России по кикбоксингу (Челябинск, Россия, 2014)